# Иванов, Георгий Тихонович
Георгий Тихонович Иванов (1922—2013) — директор совхоза, Герой Социалистического Труда (1966).

## Биография
Георгий Иванов родился 5 мая 1922 года в деревне Костичка (ныне — Ярцевский район Смоленской области). Окончил неполную среднюю школу и Николо-Погорельский сельскохозяйственный техникум по специальности агронома. В июле 1941 года Иванов был призван на службу в Рабоче-крестьянскую Красную Армию. В 1942 году он окончил Куйбышевское воздушно-десантное военное училище. С июня 1942 года — на фронтах Великой Отечественной войны. Во время Курской битвы был тяжело ранен и лишился кистей обеих рук. В июне 1944 года Иванов был демобилизован по ранению.
Демобилизовавшись, Иванов вернулся в Смоленскую область, где, несмотря на инвалидность, стал работать сначала освобождённым секретарём парткома, затем старшим агрономом в Батуринской машинно-тракторной станции. Позднее работал агрономом в районном сельскохозяйственном отделе, главным агрономом машинно-тракторной станции, начальником райсельхозинспекции, председателем колхоза «Новый путь».
С 1960 года Иванов руководил совхозом «Батуринский» Холм-Жирковского района Смоленской области. Под его руководством этот совхоз добился высоких показателей в производстве сельскохозяйственной продукции. За это в 1966 году совхоз был награждён орденом Трудового Красного Знамени.
Указом Президиума Верховного Совета СССР от 30 апреля 1966 года за «успехи, достигнутые в увеличении производства и заготовок картофеля и овощей» Георгий Иванов был удостоен высокого звания Героя Социалистического Труда с вручением ордена Ленина и медали «Серп и Молот».
В июле 1979 года Иванов вышел на пенсию, после чего работал в объединении «Сельхозтехника». Активно занимался общественной деятельностью, избирался членом различных выборных органов. Последние годы жизни провёл в геронтологическом центре в посёлке Вишенки в черте Смоленска. Умер 29 октября 2013 года, похоронен на Одинцовском кладбище Смоленска.
Почётный гражданин Смоленской области, Заслуженный агроном РСФСР. Был также награждён орденами Октябрьской Революции, Отечественной войны 2-й степени и Красной Звезды, рядом медалей.